# Раджнандгаон (округ)
Раджнандга́он (англ. Rajnandgaon) — округ в индийском штате Чхаттисгарх. Образован 26 января 1973 года из части территории округа Дург. Административный центр — город Раджнандгаон. Площадь округа — 8068 км². По данным всеиндийской переписи 2001 года население округа составляло 1 283 224 человека. Уровень грамотности взрослого населения составлял 77,2 %, что выше среднеиндийского уровня (59,5 %). Доля городского населения составляла 18,1 %. 1 июля 1998 года из части территории округа был образован новый округ Кабирдхам.